# Вайсфельд, Илья Вениаминович
Илья́ Вениами́нович Ва́йсфельд (15 августа 1909, Оренбург — 24 февраля 2003, Москва) — советский и российский киновед, кинокритик, редактор, педагог. Доктор искусствоведения (1966), профессор. Лауреат премии Союза кинематографистов (1981). Заслуженный деятель искусств РСФСР (1969). Кавалер ордена Дружбы (1995) и ордена Почёта (1999).

## Биография
Родился 15 августа 1909 года в Оренбурге в семье зубных врачей Вениамина Ильича и Эсфири Борисовны Вайсфельдов. С 1913 года жил с родителями, братом Виктором и сёстрами Ниной и Лидой в Харбине (на Страховой улице, № 12). В августе 1925 года приехал в Москву. Работал в частной мастерской по производству ложек. В 1926 году поступил на факультет литературы и искусства Московского университета, который окончил в 1930 году. В 1932 году окончил аспирантуру Научно-исследовательского кинофотоинститута на отделении истории кино. В 1931—1934 годах работал консультантом художественно-производственного отдела Главного управления кинофотопромышленности. В 1934—1938 годах — заместитель директора по художественной части Первого художественно-производственного объединения киностудии «Мосфильм».
Для брошюры «О фильме „Бежин луг“ С. Эйзенштейна», вышедшей в июне 1937 года, написал статью «Теоретические ошибки Эйзенштейна».
В 1938—1941 годах старший редактор «Мосфильма». В октябре 1941 года вместе с киностудией выехал в эвакуацию в Алма-Ату. С января по август 1942 года работал начальником сценарного отдела Центральной объединённой киностудии (ЦОКС). В сентябре 1942 года призван в РККА, служил корреспондентом газеты Карельского фронта «В бой за Родину», с января 1943 года — инструктором-литератором политотдела 26-й армии, затем 32-й армии. Прошёл путь от рядового до капитана. Награждён медалями «За оборону Советского Заполярья», «За победу над Германией».
В 1945 году вернулся на «Мосфильм», работал старшим редактором, затем заместителем начальника сценарного отдела киностудии. В 1948 году был принят в Союз писателей СССР. В ходе кампании по борьбе с космополитизмом одним из первых разоблачил банду космополитов-кинокритиков в журнале «Искусство кино», но вскоре и сам подвергся критике на страницах «Литературной газеты». В редакционной статье «Космополиты в кинокритике и их покровители», написанной Зиновием Паперным и опубликованной 16 февраля 1949 года, заявлялось:

В ряде «теоретических» статей, опубликованных в журнале «Искусство кино», мы встречаемся с политически вредными, откровенно идеалистическими «концепциями». И. Вайсфельд, например, формулирует ленинские положения в таком чудовищно искаженном виде: «Ленин учил, — безапелляционно заявляет он, — что сознание человека не только отражает объективный мир, но и творит его» (№ 7, 1947 г.). Под формулировкой Вайсфельда охотно подписался бы любой идеалист, любой махист. Ведь это именно они пытались «доказывать», что не бытие определяет сознание, а, наоборот, жизнь порождается сознанием, возникает «из идеи». И подобные идеалистические бредни повторяет человек, именующий себя советским критиком, а люди, называющие себя советскими редакторами, охотно печатают его.
Таким образом, критикуя Вайсфельда, газета выступила против ленинских положений, которые были пересказаны без каких-либо искажений. Агитпроп ЦК ВКП(б) расценил это как «серьезный порок», «вопиющий факт» и «грубейшую политическую ошибку». «Литературная газета» призналась в ней в следующем номере.
В 1950 году попал в список особо «неблагополучных» сотрудников киностудии «Мосфильм». В 1957 году вступил в КПСС.
С 1945 года преподавал на сценарном и режиссёрском факультетах Всесоюзного государственного института кинематографии. В 1964 году защитил диссертацию на соискание ученой степени доктора искусствоведения на тему «Мастерство кинодраматурга». В 1965 году ему было присвоено ученое звание профессора. В 1967 году была опубликована разработанная им новая программа по теории кинодраматургии. Среди его учеников Одельша Агишев, Александр Бородянский, Михаил Дегтярь, Виктор Мережко, Валентин Черных и многие другие.
В октябре 1958 года во время студенческой вечеринки, которую в отсутствие родителей устроила у себя дома его дочь Наталья, студентка сценарного факультета, случился импровизированный капустник с острыми пародиями на историко-революционные фильмы. Кто-то из присутствовавших сообщил об этом руководству ВГИКа. В институте начались проработки, некоторых виновников происшедшего даже вызывали в КГБ. Газеты «Комсомольская правда» и «Московский комсомолец» выступили с резкими статьями. В результате шестерых участников капустника исключили из комсомола и отчислили из института. Учёный совет ВГИКа воздержался от назначения Вайсфельда заведующим кафедрой кинодраматургии. Впоследствии почти всех исключённых студентов восстановили, но кафедру Вайсфельду так и не доверили.
25 сентября 1960 года приказом Оргкомитета Союза работников кинематографии был утвержден членом Совета Высших сценарных курсов. Читал курс «Теории кинодраматургии» на режиссёрском и сценарном отделениях Высших курсов сценаристов и режиссеров.  
Выступал в печати с 1928 года. Автор ряда книг и статей по вопросам теории и истории кино, по проблемам кинодраматургии.
Был инициатором внедрения кинопросвещения в систему среднего и высшего образования. В 1968 году возглавил Совет по кинообразованию в школе и вузе Союза кинематографистов СССР. В 1989 году был избран президентом Ассоциации деятелей кинообразования.

## Семья
- Первая жена — Лина Львовна Войтоловская (1908—1984), писатель, дочь врача и журналиста Льва Наумовича Войтоловского.
  - Дочь — Лариса Ильинична Вайсфельд (род. 1933), биолог, главный специалист лаборатории солнечных фотопреобразователей Института биохимической физики имени Н. М. Эмануэля РАН.
  - Дочь — Наталья Ильинична Небылицкая (13 апреля 1937 — 29 марта 2008), писатель, кинодраматург.
- Вторая жена — Ольга Ахметовна Тюлякова (род. 1952), киновед.

## Фильмография
- 1936 — Поколение победителей — директор
- 1936 — Мы из Кронштадта — директор производства
- 1937 — Гаврош — директор